# Cíl·lar
Cíl·lar (en grec antic Κύλλαρος), va ser, segons la mitologia grega, un jove centaure d'una gran bellesa que va ser estimat per la centauressa Hilònome.
Va ser mort a la batalla que hi va haver durant les noces de Pirítous, entre els làpites i els centaures. Hilònome no va voler sobreviure a Cil·lar, i es matà amb la mateixa fletxa que el va matar a ell.